# Delmotte (Mondkrater)
Delmotte ist ein Einschlagkrater auf der nordöstlichen Mondvorderseite, nördlich des Mare Crisium und östlich des großen Kraters Cleomedes.
Der Kraterrand ist unregelmäßig und relativ wenig erodiert, das Innere uneben.
Der Krater wurde 1935 von der IAU nach dem französischen Astronomen Gabriel Delmotte offiziell benannt.